# 8 Dywizja Strzelców Spadochronowych (III Rzesza)
8 Dywizja Strzelców Spadochronowych (niem. 8. Fallschirm-Jäger-Division) – niemiecka dywizja strzelców spadochronowych z okresu II wojny światowej. Jej dowódcą był Walter Wadehn.

## Historia
8 Dywizja Spadochronowa została sformowana na początku 1945 roku w zachodnich Niemczech. Walczyła podczas obrony Rzeszy (pod Ems i Weser). Została rozbita w kwietniu 1945 roku.

## Skład
- Fallschirmjägerregiment Nr 22
- Fallschirmjägerregiment Nr 24
- Fallschirmjägerregiment Nr 32
- Fallschirm-Pionier-Bataillon Nr 8
- Fallschirm-Feldersatz-Bataillon Nr 8
- Fallschirm-Luftnachrichten-Abteilung Nr 8